# كاماو براثويت
إدوارد كاماو براثويت (بالإنجليزية: Edward Kamau Brathwaite)‏ ـ (ولد في 11 مايو 1930) هو شاعر وأكاديمي من باربادوس، يُعد من أبرز الأصوات الأدبية في الكاريبي. عمل أستاذًا للأدب المقارن بجامعة نيويورك، وحصل على جائزة غريفن للشعر سنة 2006 عن مجموعته الشعرية «مولود بين خيول بطيئة».
حصل براثويت على درجة الدكتوراه من جامعة ساسكس سنة 1968، وشارك في تأسيس حركة فناني الكاريبي. حصل على زمالتي غوغنهايم وفولبرايت سنة 1983، وفاز بجائزة نيوستاد الدولية للأدب سنة 1994، وجائزة بوسا، وجائزة كاسا دي لاس أمريكاس للشعر.

## روابط خارجية
- كاماو براثويت على موقع الموسوعة البريطانية (الإنجليزية)
- كاماو براثويت على موقع ميوزك برينز (الإنجليزية)
- كاماو براثويت على موقع ديسكوغز (الإنجليزية)
- كاماو براثويت على موقع ديسكوغز (الإنجليزية)